# Koji Suzuki
Koji Suzuki (鈴木光司 Suzuki Kōji, født 13. maj 1957 i Hamamatsu) er en japansk forfatter, som bor i Tokyo. Suzuki har skrevet romanen Ring, som er blevet omsat til en mangaserie. Han har skrevet flere bøger om emnet faderskab. Hans hobbier inkluderer at rejse og køre motorcykel. Han er for nuværende i udvælgelseskommiteen til Japans Fantasyromanpris.
Hans nylige bog Edge har Feynman-punktet som hovedtema.